# 福島交通デハ5000形電車 (初代)
福島交通デハ5000形電車（ふくしまこうつうでは5000がたでんしゃ）は、福島交通が1963年（昭和38年）に飯坂線に導入した電車である。
本項では、同じく飯坂線に導入されたモハ5100形電車、クハ5200形電車、サハ3000形電車、モハ5300形電車についても述べる。

## 概要
飯坂線においては、1955年（昭和30年）まで半鋼製の機器流用車であるモハ1200形を導入していたが、沿線の宅地化が急速に進行するなかでさらなる輸送力増強が必要となったため、1963年から1971年（昭和46年）にかけて日本車輌製造東京支店においてデハ5000形が2両、モハ5100形・クハ5200形が各1両、サハ3000形が2両、モハ5300形が2両の計8両が製造された。
すべて全鋼製車体で内装はオールロングシート。機器類も新製しているが、電動車の駆動装置には地方私鉄においても福井鉄道の200形電車、北陸鉄道の6000系電車、上信電鉄の200形電車といった同世代の新造車の多くがカルダン駆動方式を採用する中、旧弊な吊り掛け駆動方式を採用した。

## デハ5000形
1963年にデハ5012-デハ5013から成る2両編成1本が導入された。
福井鉄道200形と同じく、2両3台車の連接車だった。
車体は全長15,600mmであり、車体両端に寄せられた2枚の片開き式客用扉とともにモハ1200形の規格を受け継いでいる一方、デザインは前面形状は丸みを帯びた連続窓風の非貫通型となり、側面は大型の2段窓と雨樋が屋根に回り込む張り上げ屋根を採用した独特のものとなった。
また、運転台は中央配置かつ開放（半室）式だった。
主制御器は電動カム軸式間接自動制御のNCA-754L-KCPを採用した。
前述のように本形式は2車体連接車であり、主電動機は75kWのNE-75を歯車比67:15で両端の台車に2基ずつ搭載する。台車は国鉄DT21形台車に範を取り、オリジナルにはないボルスタアンカーを追加した揺れ枕吊り式台車であるNA-13を採用した。ただし、前述のように組み合わされる駆動装置は吊り掛け式である。

### 運用
他の5000番台の車両と同じく全時間帯に渡って運用された。

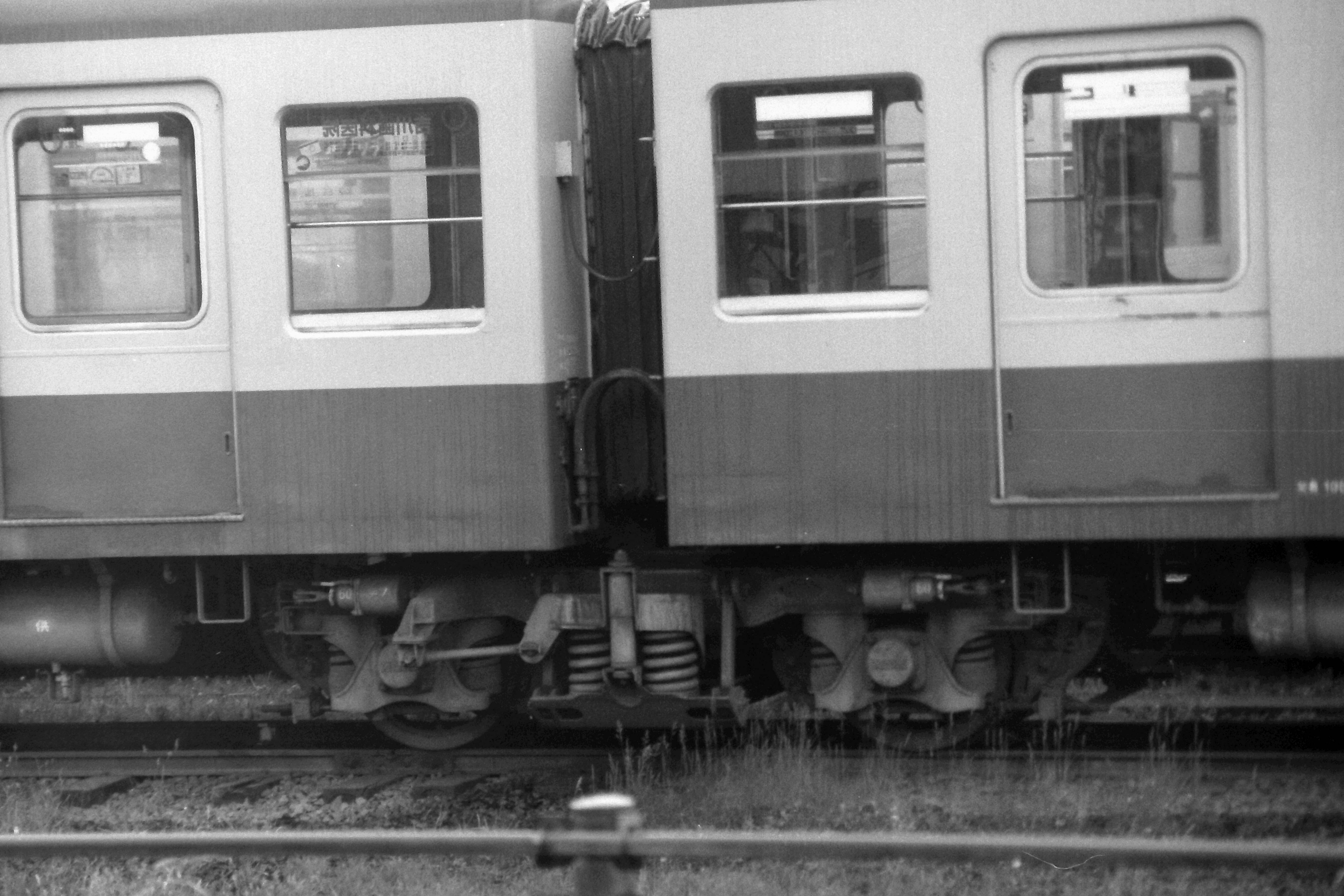
連接部分と台車（桜水車庫、1989年）

## モハ5100形・クハ5200形・サハ3000形
沿線に団地が造成されたことに伴うラッシュ時の増発等通勤輸送対策用として、1966年（昭和41年）に制御電動車モハ5114と制御車クハ5215から成る2両編成1本と、モハ1200形の増結用付随車のサハ3016・サハ3017の2両が増備された。
モハ5100形・クハ5200形は車体デザインや機器類は基本的にデハ5000形と同様の物を採用しており、デハ5000形とは併結運転が可能だった。
ただし車体はデハ5000形が採用していた連接構造は取りやめ、ボギー車として全長18,700mmに大型化され、側面客用扉は3ヶ所とされた。運転台はデハ5000形と同じく中央配置かつ開放式だった。主電動機は、NE-75Aをモハ5114の台車に2基ずつ計4基を搭載しており、歯車比は67:15で主電動機の出力75kWと共にデハ5000形と同じである。台車は車体支持方式にインダイレクトマウント式、軸箱支持装置はペデスタル式、枕バネにはコイルバネ（オイルダンパ付き）を採用したNA-19（電動車）、NA-19T（付随車）が採用された。
サハ3000形は、モハ5100形・クハ5200形と同様の規格の車体を採用した18m級3扉車。妻面には貫通幌・貫通扉つきの貫通路を設けたが、進行方向右側にしか窓がないのが特徴で、これらの装備は連結相手のモハ1200形が前面非貫通のため通常は使用せず、締め切り扱いとされた。台車はクハ5215と同じNA-19Tである。

### 運用
モハ5114 - クハ5215は全時間帯に渡って運用されたが、サハ3000形は朝ラッシュ時のみモハ1200形2両の間に挟まれる形で使用された。

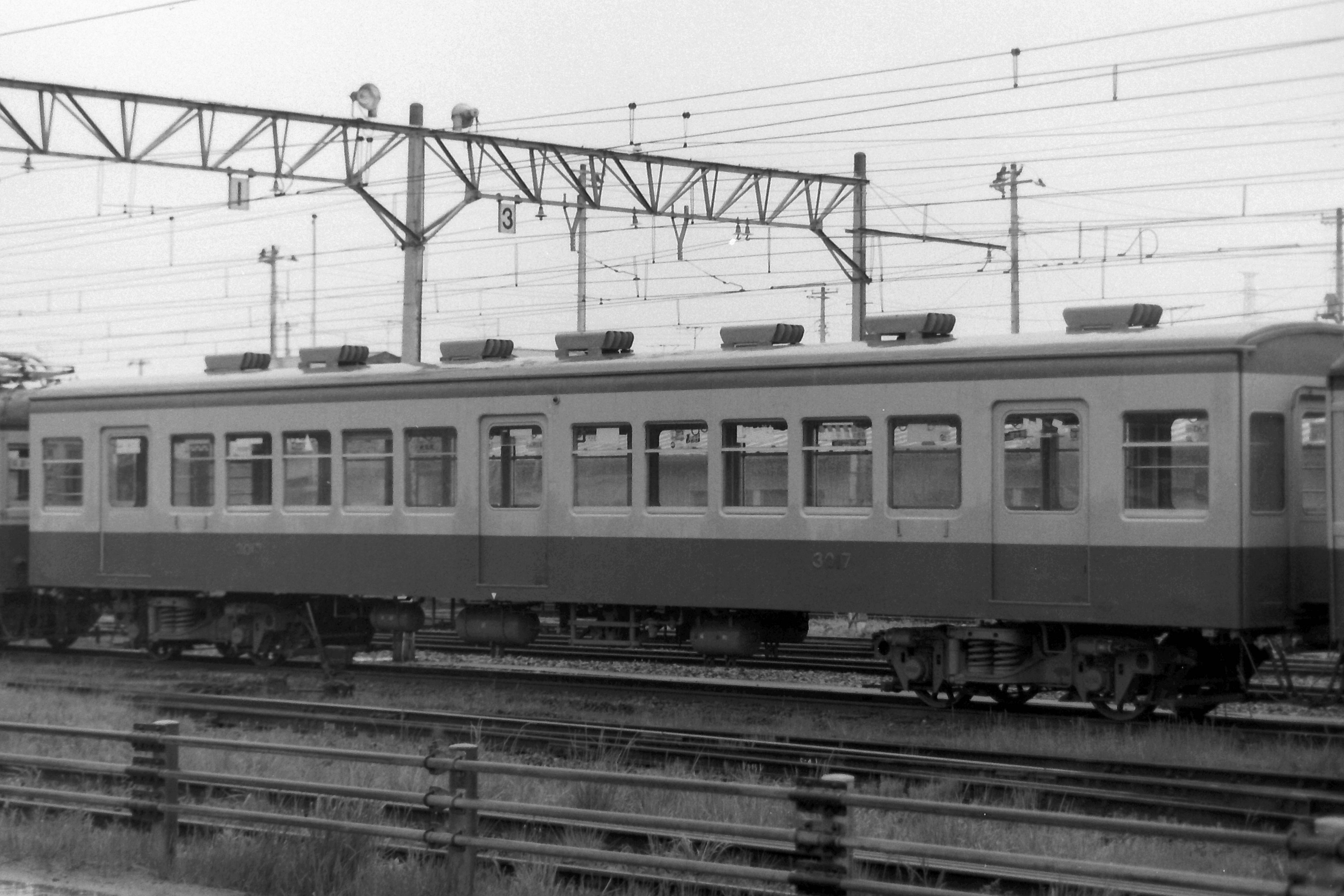
サハ3017（桜水車庫、1989年）
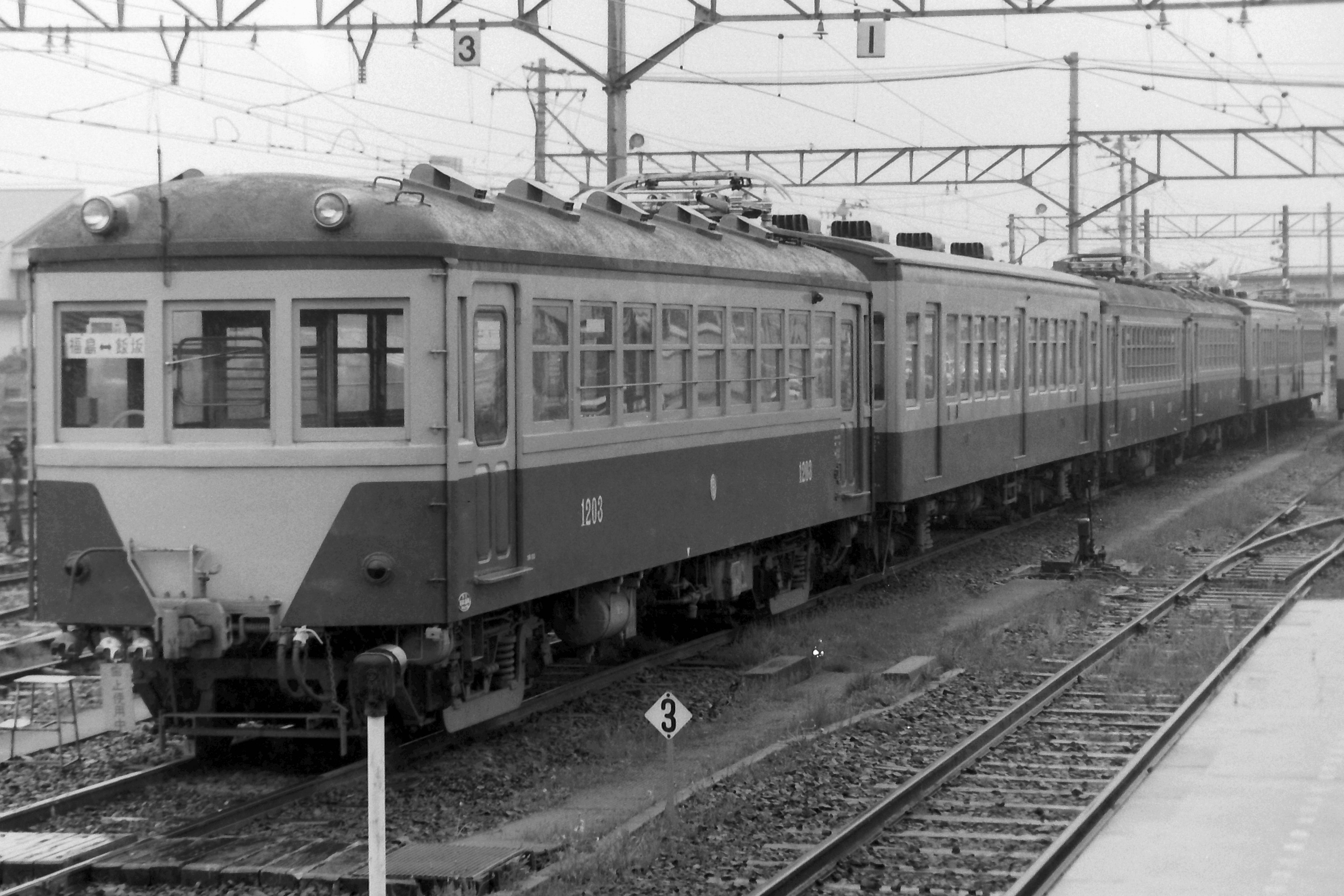
モハ1200形2両と、その中間に挟まれたサハ3000形（桜水車庫、1989年）
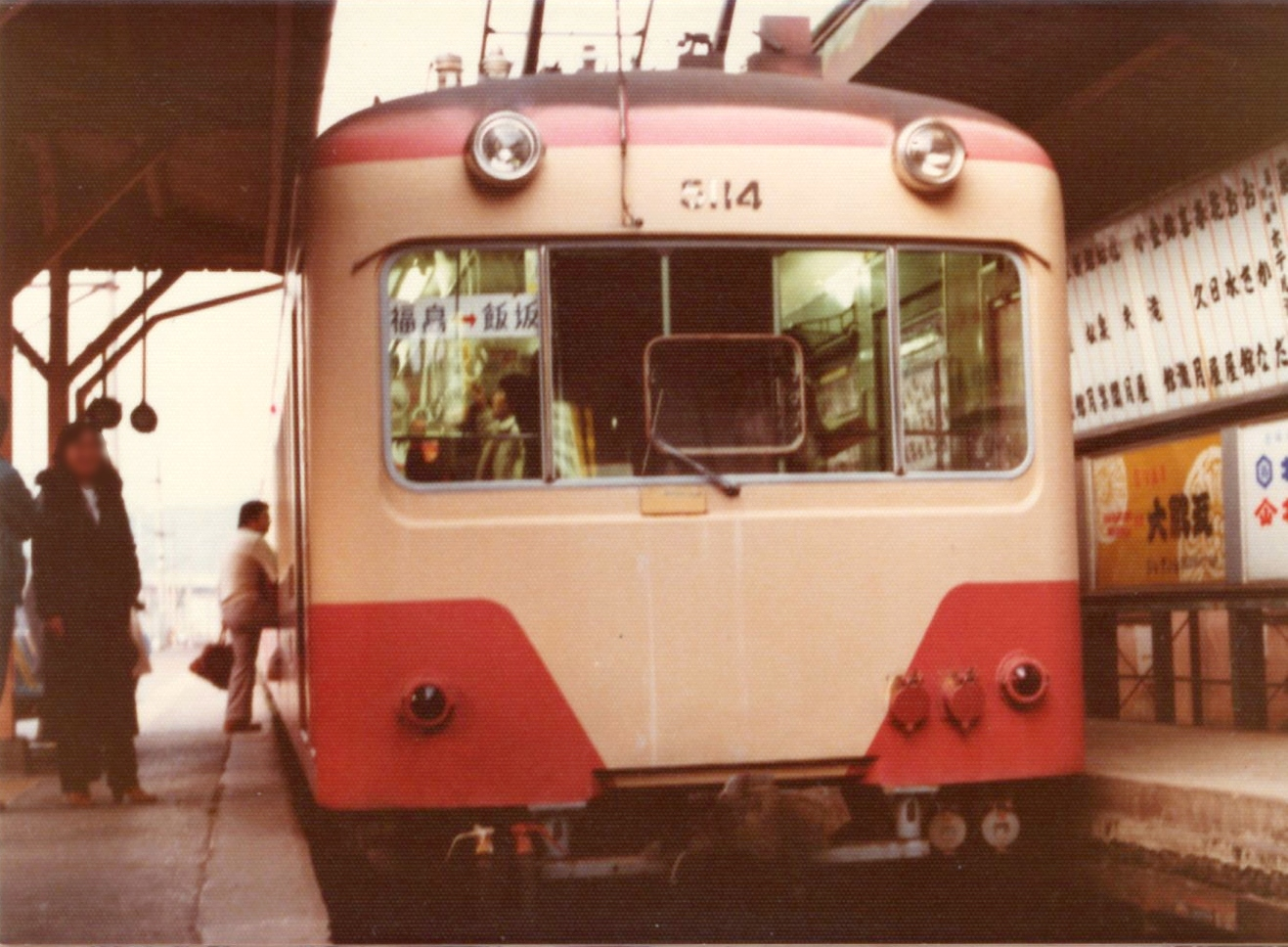
モハ5114（福島駅、1982年）

## モハ5300形
1971年にモハ5318・モハ5319の2両が増備された。
車体はモハ5100形・クハ5200形・サハ3000形と同じく18m級3扉であるが、早朝深夜や休日朝など閑散時の単行運用にも使用できるように前面貫通式の両運転台車として導入された。
主要機器に関しては、主電動機は東芝製のSE201が採用され出力がNE-75系列と比較して2割向上した。歯車比は69:16でデハ5000形・モハ5100形よりもやや高速域重視の設定である。台車はデハ5000形以来の採用となる、DT21形同型の揺れ枕吊り式コイルバネ台車であるNA-31に変更されており、デハ5000形のNA-13とは異なりボルスタアンカーは装備されていない。こちらも駆動装置は吊り掛け式である。

### 運用
朝ラッシュ時や日中に2両を連結しての運用が行われたが、前述のように早朝・深夜や休日朝といった閑散時には両運転台を生かして単行での運用も行われた。

## 廃車
事故廃車等はなかったものの、1991年6月25日の飯坂線架線電圧昇圧を前に前日の24日最終運用を以て、全車運用を離脱し廃車となった。栗原電鉄への譲渡が決定していたモハ5318とモハ5319、及び桜水車庫で倉庫に転用することが決定していたサハ3017を除いた各車は曽根田駅や桜水車庫にしばらく留置されたのち、順次解体が進められた。一方栗原電鉄に譲渡されたモハ5318とモハ5319はそれぞれ同社M18形M182・M183として運用されたが、1995年4月1日の栗原電鉄線の電化廃止およびくりはら田園鉄道線の開業に伴い前日の3月31日を以て運用を離脱し廃車となった。廃車後は2両とも若柳駅の構内で自転車置き場として使用され、2007年の同線廃止後もしばらく残存していたが、2009年に解体された。また、前述の通りサハ3017は桜水車庫で倉庫として使用されていたが、こちらも2017年1月に解体された。